# Pseudorobillarda peltigerae
Pseudorobillarda peltigerae är en svampart som beskrevs av Diederich 1998. Pseudorobillarda peltigerae ingår i släktet Pseudorobillarda, divisionen sporsäcksvampar och riket svampar.   Inga underarter finns listade i Catalogue of Life.